# 古裝劇
古裝劇或古裝片是指時代背景設定為古代的真人扮演的劇集、電影或舞台劇，包括时代剧和各种虚构设定、架空歷史但角色的穿著和行为都模仿古人的武侠、奇幻和穿越作品，其共同特点是演員的服化道都会有明显的农业社会/前工业社会特色。

## 各地古裝劇

### 中國大陸
中國大陸的古裝劇題材廣泛，包括歷史劇、武俠劇、神话剧、宫斗剧、穿越剧和改編文藝作品的劇集等。另外還有一些以歷史人物為主角的虛構劇集，俗稱「戲說」。古装剧一般以现代标准汉语为主。
- 历史正剧更注重对历史事件的忠实再现，按照史书提供的确凿历史人物进行剧作改编，并以历史事件的自然进程安排剧情进展。这类剧目可以使观众获得历史知识，又可以在一定程度上满足艺术欣赏的要求。如《三国演义》、《东周列国·春秋篇》和《战国篇》、《秦始皇》、《武则天》、《康熙王朝》、《雍正王朝》、《汉武大帝》、《大明王朝1566》等剧，编剧通过史记相关记载把重大的历史事件形象化，借以揭示某种历史的经验和教训，使观众获得启示。
- 古装故事剧在大陆这类剧目虽然也是向过去时代取材，但人物和事件并没有或少有历史依据。而是取材于某些曾经流传的民间故事或文学作品，例如《水浒传》、《红楼梦》、《宰相刘罗锅》、《鐵齒銅牙紀曉嵐》、《大宋提刑官》以及改编自金庸、古龙等人武侠小说的故事剧等，这类剧目具有更广阔的虚构和想象天地。
- 宫廷古装剧，也称“宫斗剧”，在当今中国大陆戏剧中也颇受观众青睐，它以皇宫里雍容华贵的生活为背景，描述朝廷上大臣之间尔虞我诈、正义与邪恶较量或后宫中嫔妃间勾心斗角的后宫生活，如《大明宫词》、《汉宫飞燕》、《宫锁心玉》、《后宫甄嬛传》等，都是近两年收视颇高的宫廷戏剧。
- 神话古装剧以神话故事为背景，这类剧集的作品有《西游记》、《封神榜》、《宝莲灯》等。
- 古装偶像剧，简称“古偶剧”，指以古代背景为包装的偶像剧，内容以戏说、搞笑、情爱、武打、玄幻、穿越历险为主，主要面对喜欢追星的年轻受众，例如《大汉天子》、《乌龙闯情关》、《梦华录》、《庆余年》等。
  - 仙侠偶像剧，简称“仙偶剧”，指仙侠奇幻风格的古装偶像剧，如《仙剑奇侠传》、《古剑奇谭》、《花千骨》、《与凤行》等。

#### 例子
- 知否知否应是绿肥红瘦
- 烈火如歌
- 扶搖
- 三生三世十里桃花
- 三生三世枕上書
- 宸汐緣
- 香蜜沉沉燼如霜
- 花千骨
- 青云志
- 楚乔传
- 如懿传
- 延禧攻略
- 陸貞傳奇
- 步步惊心
- 后宫甄嬛传
- 羋月傳
- 錦繡未央
- 那年花開月正圓
- 琅琊榜
- 梦华录

### 香港
香港的古裝劇題材包括武俠劇、喜劇、宮廷劇、歷史題材劇集、文藝作品（包括小說、戲曲、民間傳說等）改編劇集等。時代背景由商朝末年至清末民初，其中以唐、宋、明、清為背景的最多。一般以粵語白話文為主。
大部份歷史題材劇與史實相差甚遠，有時亦會出現不合時代背景的奇裝異服，改編文學作品（尤其是古典文學作品）時亦常會偏離原著，部份古裝劇內容流於膚淺，對白亦常會出現過於現代化的情況，常遭受批評。
古裝宮廷劇：以香港無線電視製作的古裝宮廷劇最為歡迎，其中2004年播出的《金枝慾孽》，以及2009年播出的《宮心計》，均創出收視神話，後者更有最高的50點收視，成為一時話題。而此兩套劇在中國大陸及亞洲不少地區都很受歡迎，更帶動中國大陸不少製片方著手製作後宮題材的電視劇，令《金枝慾孽》被喻為宮鬥劇的始祖。

#### 例子
- 民間傳奇系列
- 金庸武俠小說改編劇集系列
  - 神鵰俠侶
  - 笑傲江湖
  - 射鵰英雄傳
  - 天龍八部
  - 書劍恩仇錄
  - 倚天屠龍記
  - 鹿鼎記
- 黄易武俠小說改編劇集系列
  - 寻秦记
  - 大唐双龙传
  - 覆雨翻云
- 楊家將
- 封神榜
- 洛神
- 天子尋龍
- 帝女花
- 金枝慾孽、金枝慾孽貳
- 皆大欢喜 (古装电视剧)
- 齊天大聖孫悟空
- 楚漢驕雄
- 宫心计
- 万凰之王

### 台灣
台灣的古裝劇包括歌仔戲、布袋戲、武俠劇、喜劇、文藝作品（包括小說、電玩等）改編劇集。時代背景由商朝末年至清末民初。
與大陸和香港古裝劇一樣，歷史劇常出現偏離史實的情節。人物造型和對白常有偏離時代背景、過於現代化的問題。古代官方語言(雅言)與(明代官方語言仍為源自洛陽讀書音之南京雅言，而非北京話)清代乃至現代都不同，這點很難避免。
近幾年台灣的本土劇崛起，使得台灣自製的古裝劇少了很多，現在台灣所播放的古裝劇都以中國大陸和香港製作的戲劇為主。

#### 例子
- - 一代女皇
  - 羅通掃北
  - 薛平貴與王寶釧
- 瓊瑤小說改編劇集系列
  - 還珠格格
  - 新月格格
  - 梅花三弄之梅花烙
  - 雪珂
  - 新還珠格格
- 金庸武俠小說改編劇集系列
  - 神鵰俠侶
  - 書劍恩仇錄
  - 倚天屠龍記
- 戲說乾隆
- 新白娘子傳奇
- 包青天
- 施公奇案
- 至尊紅顏
- 仙劍奇俠傳
- 珍珠彩衣
- 懷玉公主
- 嘉慶君遊台灣
- 飛龍在天
- 龍飛鳳舞
- 神機妙算劉伯溫
- 一代神相賴布衣
- 天上聖母媽祖

### 日本
古裝劇在日本叫做時代劇，主要以日本戰國時代和德川幕府時代為主，其次才是平安時代等其他時代，拍攝地多位於關西的京都等地，但日本藝人的主要活動都集中在關東地區的東京，因工作檔期難以配合的關係加上時代劇曾有段時間在日本沒落，因此早期參與時代劇演出的年輕偶像並不多，直到近幾年這種現象才慢慢逐漸改變。

### 韓國
韓國古裝劇以歷史劇為主，亦有少數虛構劇集。一般由朝鮮半島三國時代至大韓帝國。最多的是以朝鮮王朝為歷史背景的古裝劇。近幾年韓國的古裝劇常出現醜化鄰國中國和日本的歷史人物而引發不小的爭議。另外在朝鮮半島的歷史中，現今所使用的諺文是直到近代才發明的文字，過去很長一段的歷史都是以漢字為主要書寫文字，因此韓國古裝劇在播出時會以漢字做為註解寫在諺文旁邊讓年輕世代能夠更加了解古裝劇的劇情。

#### 例子
- 朱蒙
- 風之國
- 近肖古王
- 廣開土太王
- 帝王之女守百香
- 善德女王
- 大王之夢
- 花郎
- 薯童謠
- 月升之江
- 劍與花
- 階伯
- 海神
- 劍與花
- 太祖王建
- 帝國的早晨
- 輝煌或瘋狂
- 步步驚心：麗
- 千秋太后
- 武人時代
- 武神
- 王在相愛
- 奇皇后
- 辛旽
- 信義
- 開國
- 龍之淚
- 大風水
- 六龍飛天
- 鄭道傳
- 樹大根深
- 下女們
- 蔣英實
- 我的王國
- 大王世宗
- 仁粹大妃
- 王和我
- 天命：朝鮮版逃亡者故事
- 醫道
- 大長今
- 黃真伊
- 女人天下
- 七日的王妃
- 不滅的李舜臣
- 王的面孔
- 花的戰爭
- 一枝梅
- 名家
- 推奴
- 馬醫
- 茶母
- 同伊
- 張玉貞，為愛而生
- 秘密之門
- 李祘
- 成均館緋聞
- 風之畫師
- 雲畫的月光
- 商道
- 擁抱太陽的月亮
- Dr. JIN
- 哲仁王后
- 明成皇后
- 朝鮮神槍手
- 衣袖紅鑲邊
- 花書生熱愛史

### 歐洲
歐洲的古裝劇主要是以歐洲歷史故事為主，大致可以分為中世紀的神話傳說或是莎士比亞劇作中的故事。和東亞國家演出倒是有些相似，經常演藝耳熟能詳的歷史人物。BBC亦有出品羅馬帝國系列等歷史劇，其中有長篇的電視劇也有迷你的劇集，也有改編世界名著的《傲慢與偏見》等，或是多次莎士比亞筆下的故事搬上銀幕，如《亨利八世》。
著名的荷馬史詩和聖經中記載的歷史故事，如《沙樂美》和《出埃及記》等等，也會出現在古裝劇裏面，在歷史人物方面，也會有《凱薩》、《奧古斯都》、《尼祿》等經典人物的電視劇。或者以傳說中的梅林大法師和亞瑟王為主熱門電視劇的《梅林傳說》。 亦有適應現代人的節奏的迷你劇集，而且內容更加的豐富而緊湊。

## 外部連結
- 各國“最”特色古裝劇